# Sindrome di Turner
La sindrome di Turner, nota anche come sindrome di Ullrich-Turner, monosomia X o 45,X, è una sindrome legata a un'anomalia citogenetica e una disgenesia gonadica, in cui in una donna è assente, in parte o del tutto, un cromosoma X. La sindrome prende il nome da Henry Turner che nel 1938 la descrisse per la prima volta. È invece del 1964 la scoperta che la sindrome trae origine da un'anomalia cromosomica. La condizione è principalmente di tipo X0 conseguente a un errore nel corretto appaiamento dei cromosomi durante la meiosi. I segni e i sintomi variano tra le persone colpite; i più comuni sono un collo corto e con pterigio (pterigium colli), attaccatura delle orecchie bassa, bassa attaccatura dei capelli nella parte posteriore del collo, bassa statura e mani e piedi gonfi, sono visti fin dalla nascita.
In genere le donne con la sindrome non hanno il ciclo mestruale, non sviluppano le mammelle e non sono in grado di avere figli. Frequentemente si verificano difetti cardiaci, il diabete e una bassa produzione di ormoni tiroidei (ipotiroidismo). La maggior parte delle persone affette dalla condizione ha un quoziente di intelligenza normale; molti, tuttavia, presentano deficit per la visualizzazione spaziale, necessaria per l'applicazione della matematica. Problemi di vista e di udito si verificano più frequentemente.
Solitamente la sindrome di Turner non viene trasmessa geneticamente dai genitori a tutta la progenie femminile. Il 2-5% dei soggetti può concepire, specificamente quelli con mosaicismo 46XX/45X0. Nessun rischio ambientale è noto e l'età della madre non gioca alcun ruolo. La sindrome di Turner è dovuta a un'anomalia cromosomica in cui è mancante o alterata una parte o l'intero di uno dei cromosomi X. Mentre la maggior parte delle persone ha 46 cromosomi nel loro cariotipo, le persone con la sindrome solitamente ne presentano 45. L'anomalia cromosomica può, tuttavia, essere presente solo in alcune cellule e questo caso è conosciuto come sindrome di Turner con mosaicismo. In questi casi, i sintomi sono solitamente più lievi e talvolta nemmeno si verificano tutti. La diagnosi si basa sui segni fisici e test genetici.
Non è nota nessuna cura per la sindrome di Turner. Un corretto trattamento, tuttavia, può aiutare a gestire i sintomi. Iniezioni dell'ormone della crescita durante l'infanzia, possono aumentarne l'altezza una volta divenuti adulti. La terapia estrogenica sostitutiva può permettere lo sviluppo delle mammelle e dei fianchi. L'assistenza medica è spesso necessaria per gestire altri problemi di salute con i quali la sindrome è correlata.
La sindrome di Turner si verifica in un caso tra le 2 000 e le 5 000 femmine nate. Questo dato si verifica con la stessa frequenza circa in tutte le regioni del mondo e in tutte le culture. Le donne con la sindrome di Turner hanno un'aspettativa di vita più breve, per lo più a causa dei problemi al cuore e del diabete.

## Cause
La sindrome di Turner corrisponde a diverse alterazioni cromosomiali, delle quali la monosomia del cromosoma sessuale X la più comune. L'incidenza della sindrome è di 1 su 2 000/2 500 femmine nate. Si stima però che il 99% di tutti gli embrioni affetti muoia prima della nascita.
La caratteristica normale del cariotipo femminile è la presenza di due cromosomi sessuali X. Gli individui con la sindrome, invece, presentano una monosomia completa o parziale del cromosoma X. Nella maggioranza dei casi (57%) viene perso un intero cromosoma X e si presenta di conseguenza un cariotipo di tipo 45,X (il cariotipo umano normale avrebbe 46 cromosomi) o 45,X0, anche se ci sono altre variazioni genetiche, quali:
- cariotipi 46,X,i(Xq), con formazione di un isocromosoma formato da due braccia lunghe del cromosoma X;
- cariotipi 46,XXq- o 46,XXp- per delezione di porzioni del braccio lungo o corto del cromosoma X;
- cariotipi 46,X,r(X) per delezioni di porzioni sia del braccio lungo sia del braccio corto una formazione di un cromosoma X ad anello;Linfedema, gambe gonfie di un neonato con sindrome di Turner

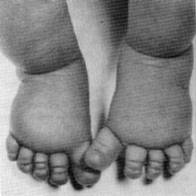
Linfedema, gambe gonfie di un neonato con sindrome di Turner

- mosaici con vari cariotipi, come ad esempio 45,X/46,XY o 45,X/47,XXX

La principale causa della sindrome è la non disgiunzione del cromosoma sessuale durante la meiosi, nella gametogenesi, che porta alla formazione di gameti aventi un soprannumero di questi o la totale assenza. Solitamente la non disgiunzione è dovuta a un errore nell'ovogenesi che provoca la perdita del cromosoma sessuale materno. L'incidenza di dare origine a un organismo affetto dalla sindrome è maggiore nella madre, dato che la produzione di ovociti primari ha inizio nella vita intrauterina e si arresta alla profase I della meiosi, continuando la meiosi solo dopo la fecondazione, divenendo oocita secondario e quindi ovulo, e l'avanzamento di età aumenta il rischio di non disgiunzione dei cromosomi o dei cromatidi durante la meiosi. Dall'unione di un gamete privo di cromosomi sessuali e uno normale contenente il cromosoma X nascono individui affetti da questa sindrome.
Gli individui con la sindrome di Turner sono femmine, le cui caratteristiche femminili sono presenti ma poco sviluppate. Sono anche generalmente sterili.
Un individuo affetto dalla sindrome non manifesta difetti evidenti sino alla pubertà, momento in cui non sviluppa i caratteri sessuali secondari.

## Segni e sintomi
.

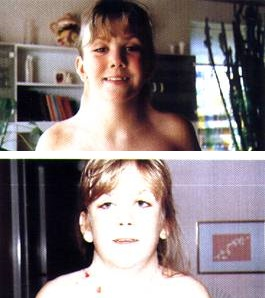
Una bambina affetta da sindrome di Turner prima e dopo l'operazione chirurgica al collo

I principali sintomi della sindrome di Turner sono:
- ipogonadismo con fenotipo femminile;
- bassa statura;
- coartazione preduttale aortica e stenosi aortica con fibroelastosi endocardica;
- igroma cistico;
- linfedema nelle mani e piedi;
- torace a scudo (piatto) e capezzoli iperdistanziati;
- attaccatura dei capelli bassa;
- orecchie a basso impianto;
- il viso può avere un aspetto da persona anziana
- sterilità dovuta a malformazioni dell'ovaia detta "a stria";
- ipergonadotropismo;
- amenorrea primaria, cioè, l'assenza della mestruazione (la menopausa avviene prima del menarca all'età di 2 anni o, in alcuni casi, dopo);
- pterygium colli;
- segno di Kosowicz: deformazione a incudine del condilo mediale della tibia.[15]

Altri sintomi sono: micrognazia, cubito valgo, unghie sottili e ipoplasiche, blefaroptosi e piega scimmiesca nella mano. Meno comuni sono: palato alto e arcuato e perdita uditiva. Non influisce sul QI, anche se potrebbe causare un certo grado di immaturità e comportamento infantile.